# Cornelius Gurlitt (konsthistoriker)
Cornelius Gurlitt, född 1 januari 1850 i Nischwitz, död 25 mars 1938 i Dresden, var en tysk konsthistoriker, son till Louis Gurlitt, brorson till Cornelius Gurlitt, och far till Hildebrand Gurlitt.
Cornelius Gurlitt studerade arkitektur och konstindustri och blev 1893 professor vid Rekniska högskolan i Dresden samt utövade en livlig och mycket omfattande litterär verksamhet. I sina studier över modern konst blev han en av den moderna tyska konstkritikens skapare. 
Bland hans större arbeten märks Geschichte des Barockstiles, des Rococo und des Klassicismus i tre band 1886-89, Die Baukunst Spaniens i tre band 1895-99, Die Baukunst Frankreichs (1899-1900), Die deutsche Kunst des XIX. Jahrhunderts (1899), Geschichte der Kunst i två band 1902 och det stort anlagda verket Kirchen (från 1906).
Dessa arbeten med sitt omfattande material vittnar om lärdom och arbetsenergi. Den tyska konsthistorien över 1800-talet är personligt, nästan journalistiskt hållen. Bland Gurlitts övriga arbeten märks Im Bürgerhaus (1888), Andreas Schlüter (1891) och Ueber Baukunst (1904). Från 1905 redigerade Gurlitt monografisamlingen Die Kultur.